# Haplochromis arcanus
Haplochromis arcanus és una espècie extinta de peix de la família dels cíclids i de l'ordre dels perciformes.

## Morfologia
Els mascles podien assolir els 14,2 cm de longitud total.

## Distribució geogràfica
Es trobava al llac Victòria (Àfrica oriental).